# Dusty Rhodes
Virgil Riley Runnels Jr. (Austin (Texas), 12 oktober 1945 – Orlando (Florida), 11 juni 2015), beter bekend onder zijn worstelnaam Dusty Rhodes, was een Amerikaans professioneel worstelaar.

## Persoonlijk leven
Rhodes was gescheiden van zijn eerste vrouw Sandra en hertrouwd met Michelle. Hij heeft twee zonen, Dustin Patrick Runnels (Dustin Rhodes) en Cody Garrett Runnels (Cody Rhodes), die allebei professionele worstelaars zijn.

## In worstelen
- Afwerkingsbewegingen
  - Bionic elbow

- Kenmerkende bewegingen
  - Piledriver
  - Running elbow drop pin
  - Bulldog
  - Diving crossbody
  - Figure four leg lock
  - Sleeper hold

- Bijnamen
  - "The American Dream"
  - "Dirty" Dusty Rhodes
  - "The Bull of the Woods"

## Kampioenschappen en prestaties
- Central States Wrestling
  - NWA Central States Heavyweight Championship (1 keer)
  - NWA North American Tag Team Championship (1 keer met Dick Murdoch)

- Championship Wrestling from Florida
  - NWA Brass Knuckles Championship (2 keer)
  - NWA Florida Bahamian Championship (1 keer)
  - NWA Florida Global Tag Team Championship (1 keer met Magnum T.A.)
  - NWA Florida Heavyweight Championship (10 keer)
  - NWA Florida Tag Team Championship (4 keer; 1x met Dick Murdoch, 1x met Dick Slater, 1x met Bobo Brazil en 1x met André the Giant)
  - NWA Florida Television Championship (2 keer)
  - NWA Southern Heavyweight Championship (7 keer)
  - NWA United States Tag Team Championship (2 keer; 1x met Bugsy McGraw en 1x met Blackjack Mulligan)
  - NWA World Heavyweight Championship (1 keer)

- Georgia Championship Wrestling
  - NWA Georgia Heavyweight Championship (1 keer)
  - NWA National Heavyweight Championship (1 keer)
  - NWA World Heavyweight Championship (1 keer)

- Mid-Atlantic Championship Wrestling - Jim Crockett Promotions - World Championship Wrestling
  - NWA Georgia Television Championship (1 keer)
  - NWA United States Heayvweight Championship (1 keer)
  - NWA World Heavyweight Championship (1 keer)
  - NWA World Six-Man Tag Team Championship (2 keer met The Road Warriors)
  - NWA World Tag Team Championship (2 keer; 1x met Dick Slater en 1x met Manny Fernandez)
  - NWA World Television Championship (2 keer)
  - Jim Crockett Sr. Memorial Cup (1987; met Nikita Koloff)
  - Bunkhouse Stampede (1985–1988)
  - WCW Hall of Fame (Class of 1995)

- NWA Big Time Wrestling
  - NWA American Tag Team Championship (2 keer; 1x met Baron Von Raschke en 1x met Dick Murdoch)
  - NWA Brass Knuckles Championship (Texas version) (2 keer)

- NWA Detroit
  - NWA World Tag Team Championship (Detroit Version) (1 keer met Dick Murdoch)

- NWA Mid-Atlantic Championship Wrestling
  - NWA Mid-Atlantic Tag Team Championship (1 keer met Buff Bagwell)

- NWA Mid-Pacific Promotions
  - NWA North American Heavyweight Championship (1 keer)

- NWA San Francisco
  - NWA United States Heavyweight Championship (1 keer)

- NWA Tri-State
  - NWA North American Heavyweight Championship (1 keer)
  - NWA United States Tag Team Championship (1 keer met André the Giant)

- National Wrestling Federation
  - NWF World Tag Team Championship (1 keer met Dick Murdoch)

- World Championship Wrestling (Australië)
  - IWA World Tag Team Championship (1 keer met Dick Murdoch)

- World Wrestling Entertainment
  - WWE Hall of Fame (Class of 2007)

## Media
- Boeken
  - Autobiografie: Dusty: Reflections of an American Dream, 2005 ISBN 1-58261-907-7

- DVDs
  - The American Dream: The Dusty Rhodes Story, 2006 (World Wrestling Entertainment)